# Bruno Gremese
Bruno Gremese (Udine, 29 settembre 1927 – 8 aprile 2000) è stato un calciatore italiano.

## Carriera
Cugino di Ramiro, portiere dell'Udinese negli anni quaranta, Bruno Gremese fu centrocampista dotato di buon fisico, grande tenacia e visione di gioco, cresce tra le file dell'Udinese con cui debutta in Serie B e si fa notare dall'Atalanta, che lo acquista e lo fa esordire in Serie A.
Le buone prestazioni lo mettono in luce nel massimo campionato, tanto da essere acquistato dalla dirigenza del Torino, alla ricerca di elementi validi per ricostruire la rosa dopo la Tragedia di Superga.
Con i granata disputa due stagioni senza brillare, tanto da venire ceduto al Genoa in serie B. Con i rossoblu disputa quattro stagioni, ottenendo anche una promozione nel massimo campionato.
Tuttavia l'ultima annata si rivela sfortunata, dato che disputa soltanto una partita, per dissapori con l'allenatore, tanto da essere nuovamente ceduto nel campionato cadetto al Lanerossi Vicenza. Ma l'annata si rivela infelice, tanto da non debuttare mai con la maglia biancorossa.
Si trasferisce quindi al Pordenone, in Serie D, dove conclude la carriera; per poi dedicarsi unitamente alla consorte alla conduzione di un noto ristorante in Udine.
Muore nel 2000.

## Palmarès

### Club

#### Competizioni nazionali
- Serie B: 1

Genoa: 1952-1953